# Skrzelew
Skrzelew [ˈskʂɛlɛf] est un village polonais de la gmina de Teresin dans le powiat de Sochaczew et dans la voïvodie de Mazovie. Il se situe à environ 15 kilomètres au sud-est de Sochaczew et à 43 kilomètres à l'ouest de Varsovie.